# 採物
採物（とりもの）は、神事や神楽において巫女や神楽などが手に取り持つ道具。
『古今和歌集』の「大歌所御歌」には榊・葛・弓・杓（ひさご）の4種が記され、更に神楽歌の中にはこれに加えて幣（みてぐら）・杖・弓・剣・鉾の5種が加えられて計9種類とされている。一説には杓と葛は元は一物（「杓葛」）であったとする説もある。
折口信夫は手に持って振り回すことで神を鎮める「鎮魂」の意味があったという説を立てている。